# 比西叙弗莱
比西叙弗莱（法語：Bissy-sur-Fley，法語發音：[bisi syʁ flɛ]，意为“弗莱上方的比西”）是法国索恩-卢瓦尔省的一个市镇，属于索恩河畔沙隆区。

## 地理
比西叙弗莱（46°39'45"N, 4°37'13"E）面积4.8 平方千米，位于法国勃艮第-弗朗什-孔泰大區索恩-卢瓦尔省，该省份为法国中部省份，北起顺时针与科多尔省、汝拉省、安省、罗讷省、卢瓦尔省、阿列省和涅夫勒省接壤。
与比西叙弗莱接壤的市镇（或旧市镇、城区）包括：弗莱、屈勒莱罗什、热尔马尼、圣马丹迪塔特尔。

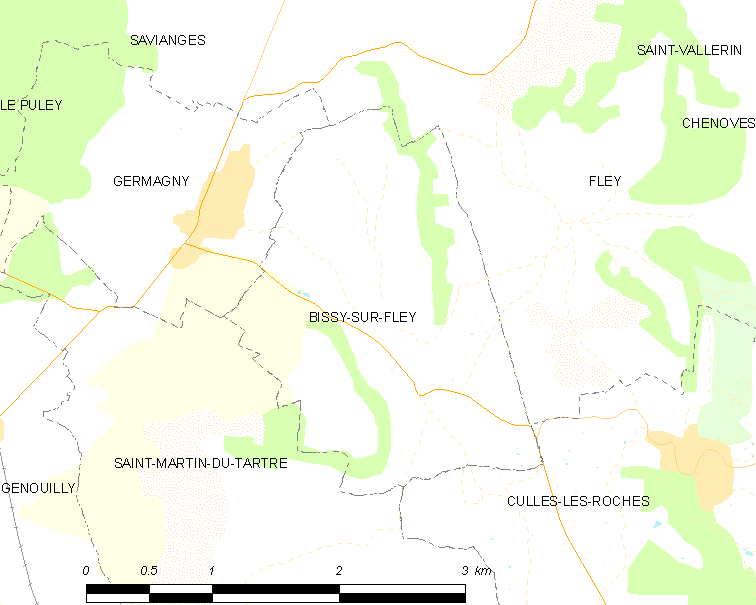
比西叙弗莱的OSM定位图

比西叙弗莱的时区为UTC+01:00、UTC+02:00（夏令时）。

## 行政
比西叙弗莱的邮政编码为71460，INSEE市镇编码为71037。

## 政治
比西叙弗莱所属的省级选区为日夫里县。

## 人口

1962-2008年间比西叙弗莱人口变化图示

比西叙弗莱于2022年1月1日时的人口数量为82人。